# Auckland Grammar School
Auckland Grammar School je niža srednja škola u Aucklandu, na Novom Zelandu. Osnovana je 1868. g. To je javna škola koju pohađaju isključivo dječaci uzrasta od 13 do 17 godina. Škola prima ograničen broj učenika, koji žive u domu u neposrednoj blizini. Riječ je o jednoj od najvećih škola na Novom Zelandu.
Geslo je škole Per angusta ad augusta (eng. Through difficulties to greatness).

## Vanjske poveznice
- Službene stranice škole